# Juan Vitéz
Juan Vitéz de Zredna (en húngaro: Vitéz János) (Zredna, 1408 – Esztergom, 9 de agosto de 1472) cuadragésimo quinto arzobispo de Esztergom (1465–1472). Educador del rey Matías Corvino.

## Biografía

### Primeros años de oficio religioso
Juan Vitéz nació cerca de 1408 como hijo de un noble húngaro del mismo nombre, y se han conservado pocos datos sobre su infancia. Se graduó en la universidad de Viena, y obró en la diócesis de Zagrab del Reino de Hungría, donde se destacó en el manejo del griego y el latín. Por su amplios conocimientos y manejo de los idiomas el conde húngaro Juan Hunyadi le confió la educación de sus dos hijos Ladislao Hunyadi y Matías Corvino.
En 1433 arribó a la oficina real, donde trabajó como notario primero del rey Segismundo de Hungría, y tras su muerte sirvió a Alberto de Hungría y a su sucesor Vladislao I de Hungría. Cuando en la batalla de Varna en 1444 murió el rey, Juan Hunyadi pasó a ser el regente de Hungría ante la minoría de edad del joven rey heredero Ladislao V (quien era mantenido en la corte de su tío segundo Federico III de Habsburgo en Viena). En esta batalla también murió el obispo de la ciudad de Várad, puesto que fue sugerido para Vitéz por el regente Hunyadi, quien consideraba al religioso como un hombre de confianza y eficáz. El Papa aprobó este nombramiento en 1445.
A partir de este tiempo es que Vitéz comenzó a tener un papel protagonista e inclusive clave para la historia húngara, pasando a ser el que conducía los movimientos dimplomáticos de la Liga Hunyadi. Fue Vitéz quien fungió de embajador viajando por toda Europa visitando las cortes en nombre de Hunyadi, buscando aliados. En 1448 tomó parte en la segunda batalla de Rigómező al lado de Hunyadi, contra los ejércitos turcos otomanos del sultán Mehmed II. La batalla terminó con la derrota húngara, pero Vitéz consiguió escapar junto con el regente. Posteriormente fue enviado como embajador a Viena a la corte germánica para que discutiese con el emperador una posible alianza así como la entrega de Ladislao V que seguía bajo su poder. Continuó planeando batallas contra los turcos y tomó parte en Sitio de Belgrado en 1456, donde el regente húngaro Juan Hunyadi obtuvo una gran victoria sobre los otomanos.
Sin embargo al poco tiempo murió Hunyadi en Belgrado de una enfermedad en su campamento, tras lo cual Vitéz viajó hacia los hijos del regente y los cuidó con una atención cercana y paternal. Luego de una serie de eventos políticos tras la muerte de Juan Hunyadi, el hijo mayor del regente, Ladislao Hunyadi se citó con el joven rey Ladislao V en Belgrado. Eliminando a Ulrico II de Cellje, tío y tutor del rey por considerarlo una mala influencia, pronto Ladislao Hunyadi fue hecho arrestar y ejecutado. Puesto que Vitéz pertenecía a los miembros más afectuosos de la familia Hunyadi, el rey también lo arrestó a él, pero pronto lo liberó. Sintiéndose inseguro en Hungría Ladislao V escapó al reino de Bohemia (del cual el joven era soberano) y pidió refugio en la corte del regente Jorge de Podiebrad quien gobernaba en su nombre. El joven rey se había llevado al hermano menor de Ladislao Hunyadi, a Matías Corvino como rehén y lo mantuvo captivo entonces un tiempo en Praga. Sin embargo en 1457 murió repentinamente el rey Ladislao a los 17 años de edad por causas desconocidas, dejando sin soberano tanto a Hungría como a Bohemia.

### Vitéz durante el reinado de Matías Corvino de Hungría

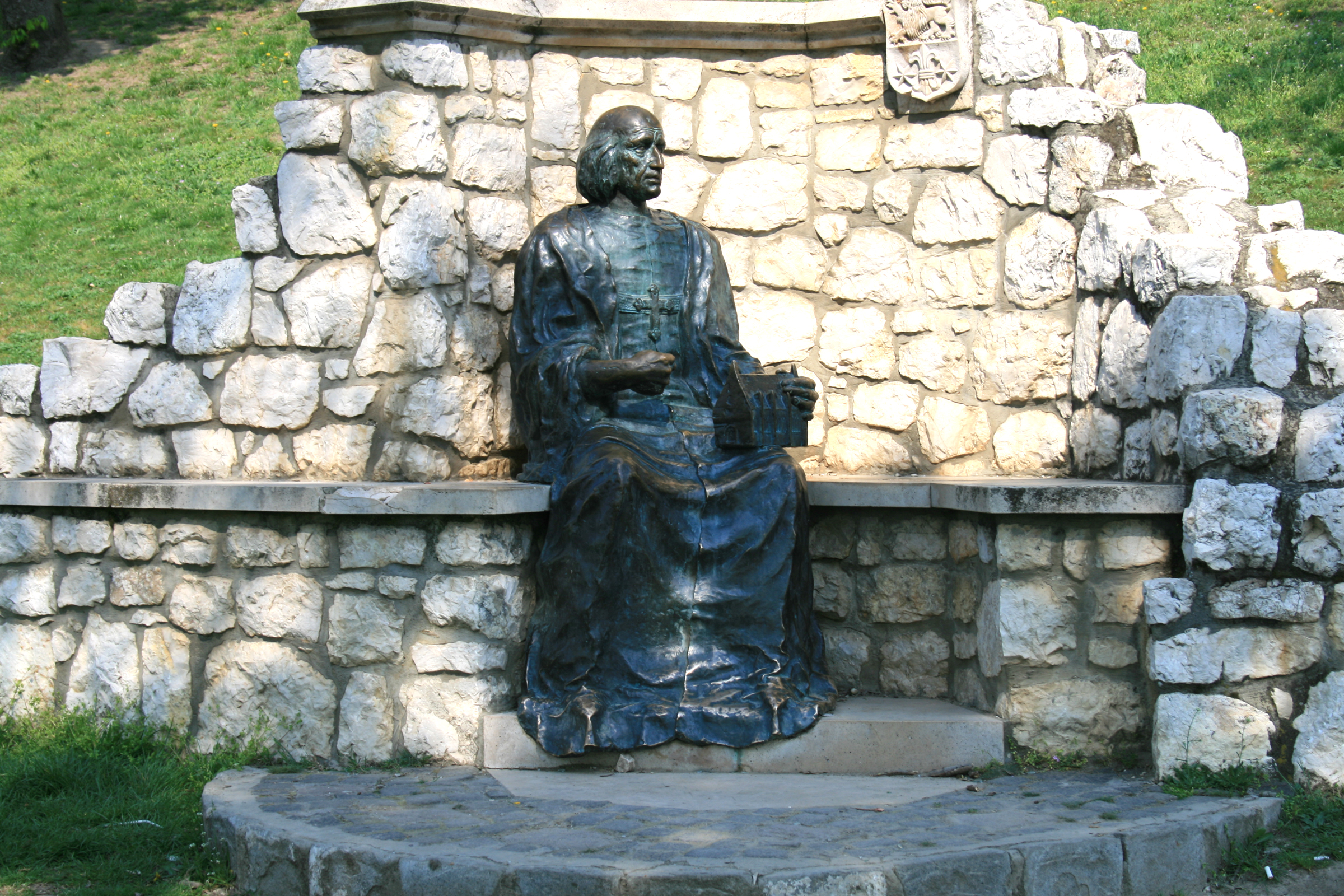
Estatua de Juan Vitéz en la plaza Szent István (junto a la Basílica) en la ciudad de Esztergom, Hungría.

Ante esta situación la familia del fallecido regente Juan Hunyadi, ahora encabezada por su cuñado el conde Miguel Szilágyi (hermano mayor de la viuda Isabel Szilágyi) comenzó a reclamar la devolución del pequeño Matías, al cual planeaban coronar como rey húngaro. Juan Vitéz viajó a Praga para negociar con el regente Podiebrad la entrega del joven conde al cual llevaron de inmediato a Buda y coronaron como rey de Hungría. Miguel Szilágyi gobernó por un tiempo como regente y tutor de su sobrino, y cuando Matías asumió el control del reino nombró de inmediato a Juan Vitéz como canciller. Tras esto, el religioso húngaro tuvo gran influencia en la política interna y externa del reino, demostrando ser un gran planificador. En 1463 fue nombrado regente de la provincia de Zagrab, y en 1464 recibió el cargo de ispán hereditario de la provincia de Bihar. En 1465 fue nombrado arzobispo de Esztergom, accediendo al puesto eclesiástico católico más alto de todo el reino húngaro.
Considerando que la cultivación de la cultura era en extremo importante para un país, de sus propios recursos fundó las bases de la Universitas Istropolitana en 1465, la cual localizó al norte del reino húngaro (en la actual Eslovaquia). Al mismo tiempo, hizo construir un enorme palacio en la ciudad de Esztergom, donde instaló una gran biblioteca y galería de pinturas. Sin lugar a dudas, fue la educación e influencia de Juan Vitéz la que sembró la semilla de amor por la cultura y el arte en el rey Matías Corvino.
Sin embargo, para mediados del reinado, la relación entre el arzobispo y el rey no eran ya tan estrechas, pues habían surgido ciertas diferencias. El rey Matías comenzó una guerra contra Bohemia, puesto que ésta estaba ahora bajo el control de Jorge Podiebrad que se había hecho coronar rey. Podiebrad rechazaba el catolicismo y abrazaba la fe protestante husita, lo cual ni el Papa ni los demás religiosos católicos toleraron. Por esto, el rey húngaro (que también deseaba apropiarse de los territorios checos) impuso unos impuestos altos para los sacerdotes, y le retiró a Vitéz el dinero que recibía por fundir monedas. El rey obvió la protesta de Vitéz que no hallaba como subsanar sus deudas y cancelar los gastos de la Iglesia en el reino, y al poco tiempo dejó de tratar cercanamente al arzobispo.
Habiendo alejado de su lado a sus antiguos aliados, incluyendo a si tío Miguel Szilágyi, el rey comenzó a perder más simpatías cada vez, y sus enemigos a conspirar contra él. Consideraban que la gestión del rey era desastrosa y las guerras que conducía no traían ningún beneficio para el reino, por lo cual pronto los conspiradores ganaron al decepcionado Vitéz como uno más de sus miembros. Llamaron al príncipe San Casimiro de Polonia, hijo del rey Casimiro IV Jagellón de Polonia para que con sus ejércitos ocupase el reino y fuese coronado como rey húngaro, empresa que llevó a cabo el propio Vitéz. Sin embargo, los canónigos de Esztergom, guiados por el obispo Juan Beckensloer, acusaron directamente a Vitéz ante el rey, quien habiéndose enterado de la situación en Hungría abandonó de inmediato su guerra en Bohemia y regreó a casa para encargarse de la conspiración y de Casimiro IV que estaba en camino.
En un corto tiempo el rey arribó a Estrigonia a finales de 1471, y envió a sus comandantes, el conde Emérico Szapolyai y Miguel Országh para que negociasen el asunto pacíficamente con el propio Vitéz. El arzobispo quien también había sido nombrado cardenal para ese momento, aceptó la propuesta de paz, donde el rey le prometía al arzobispo y a su familia inmunidad absoluta. Como condición, Vitéz debía comprometerse a luchar contra Casimiro IV, y a derrumbar ciertas fortalezas polacas en la frontera.
Desde luego, las relaciones entre el rey y el arzobispo estaban cada vez peor, y si bien Vitéz continuó en su oficio, pronto fue acusado de conspirar nuevamente contra Matías, quien ya había perdido casi toda su confianza en él. Por esto el rey lo mandó a arrestar, y lo envió a la fortaleza de Visegrado donde permaneció bajo custodia militar viviendo en el castillo. Tras la intervención de embajadores papales, el rey lo transfirió a Esztergom en 1472, donde lo colocó bajo custodia del obispo de Eger, Juan Beckensloer, al cual también le confió la dirección del arzobispado. Al poco tiempo Vitéz murió el 9 de agosto de 1472.